# Helina subdensibarbata
Helina subdensibarbata är en tvåvingeart som beskrevs av Xue och Yang 1998. Helina subdensibarbata ingår i släktet Helina och familjen husflugor.
Artens utbredningsområde är Zhejiang (Kina). Inga underarter finns listade i Catalogue of Life.